# Cassala (stato)

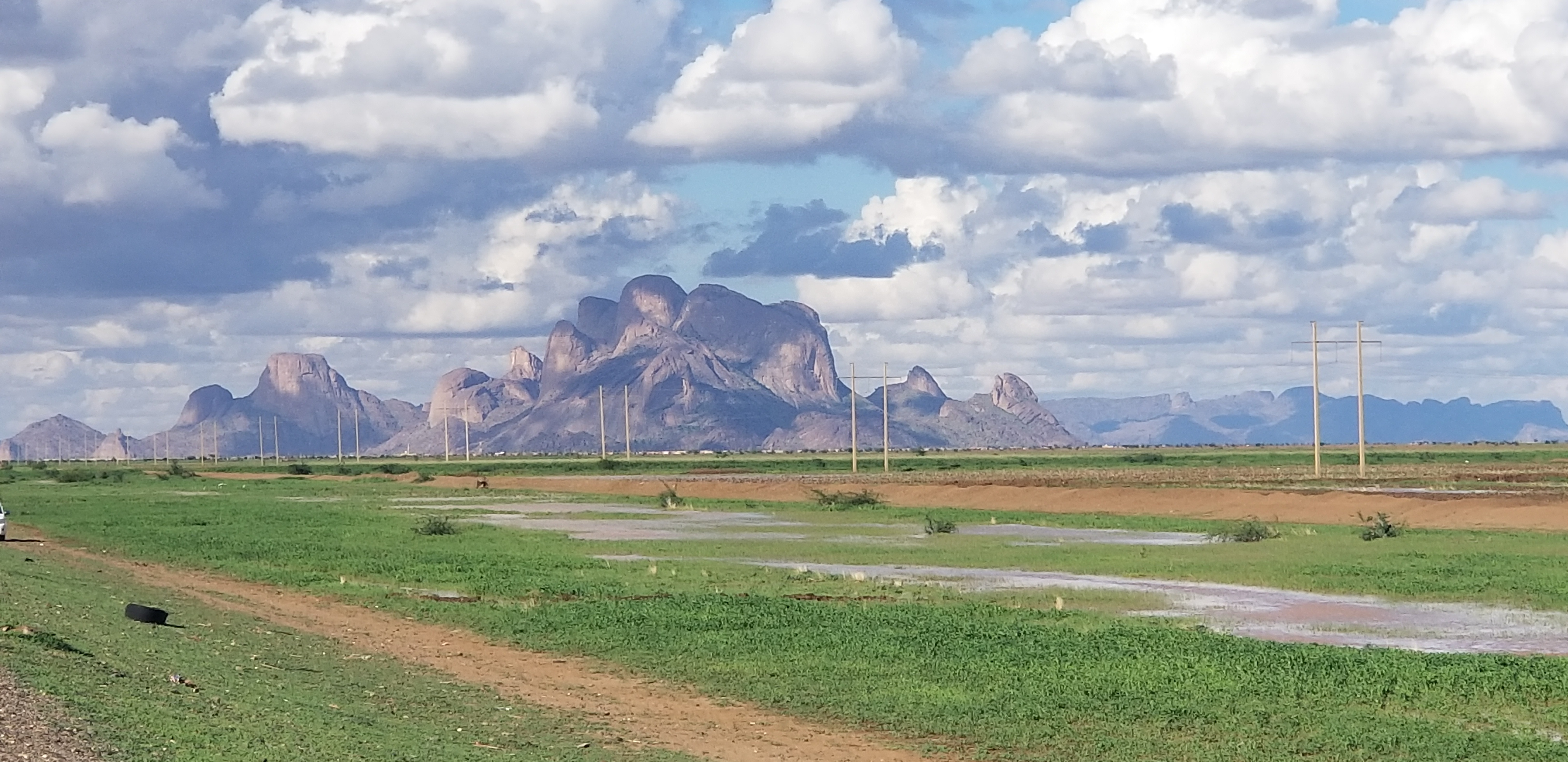
Paesaggio

Cassala è uno dei quindici wilayat (stati) del Sudan. Ha una superficie di 36.710 km² e una popolazione di circa 1.400.000 abitanti (2000). La sua capitale è Cassala; altre città importanti sono Aroma, Hamishkorebe e Khor Telkok.